# Henuttaui (XXI. dinasztia)

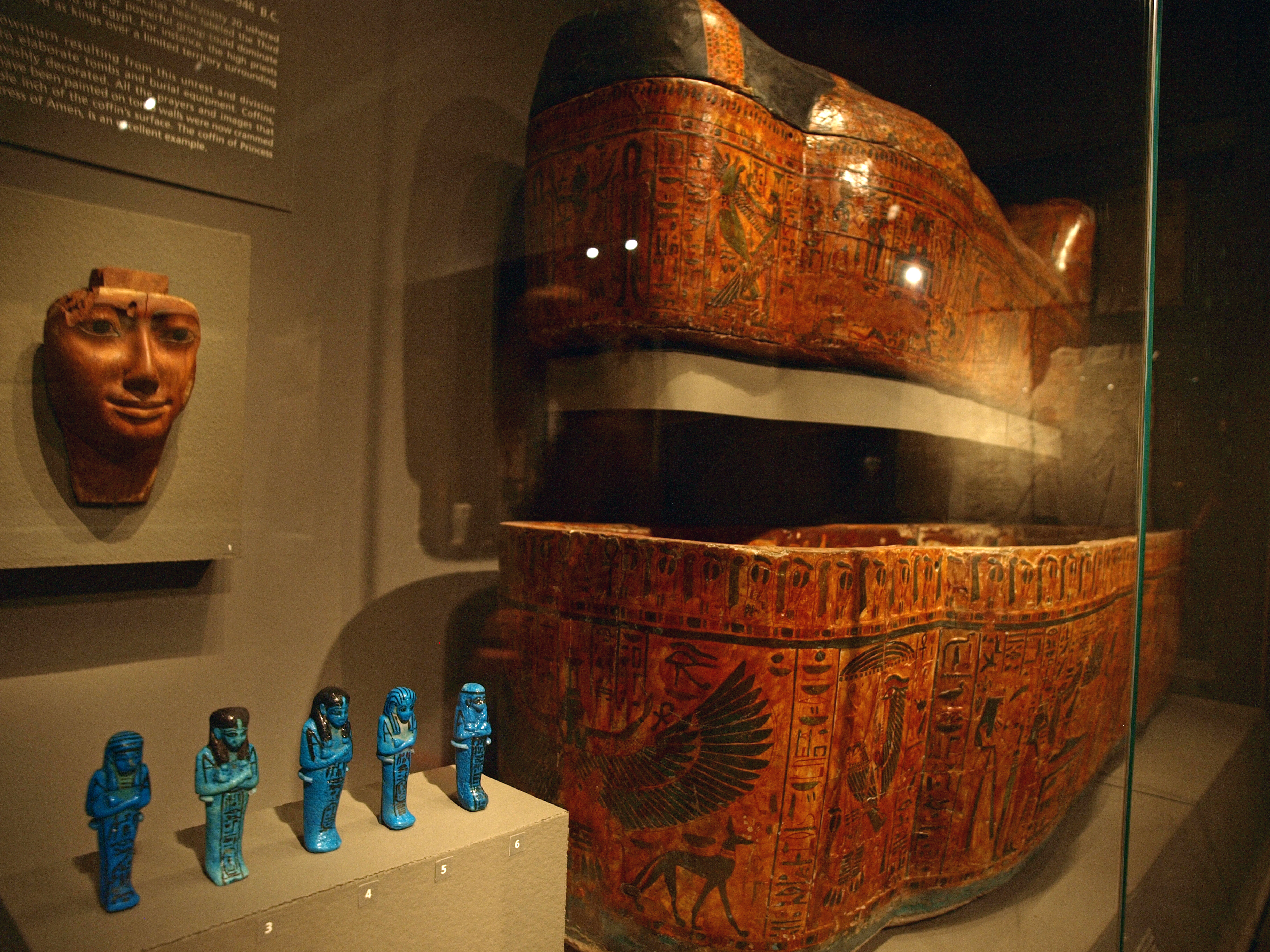
Henuttaui koporsói. Bostoni Szépművészeti Múzeum

Henuttaui ókori egyiptomi papnő volt a XXI. dinasztia idején; II. Neszubanebdzsed Ámon-főpap felesége.

## Élete
Henuttaui apja valószínűleg Menheperré volt, Ámon thébai főpapja, a déli országrész de facto uralkodója. Anyja Iszetemheb, I. Paszebahaenniut fáraó lánya. Így Henuttaui valószínűleg a testvére volt férjének, II. Neszubanebdzsednek, aki apjuk, Menheperré halála után örökölte a főpapi címet. Legalább egy lányuk született, Iszetemheb.
Henuttaui számos címet viselt: „Ámon énekesnője”, „Ámon háremének elöljárója”, „Mut fuvolása”, „Honszu isteni anyja”. A hetvenes éveiben halt meg, és Dejr el-Bahariban temették el, Hatsepszut halotti temploma közelében. Több családtagjával közös sírját, az MMA 60 sírt már az ókorban kifosztották. Herbert E. Winlock fedezte fel 1923-24-es expedíciója során. Az ékszerek addigra rég eltűntek a sírból, de a múmia, a koporsók és a sírba elhelyezett tárgyak egy része előkerült, ezek a Metropolitan Művészeti Múzeumba kerültek, ahol jelenleg is láthatóak. Később a koporsók egy része a Bostoni Szépművészeti Múzeumba került (katalógusszám: 54.639-40).
Kenneth Kitchen szerint lehetséges, hogy ugyanezt a Henuttauit említik a karnaki Ámon-Ré templom tizedik pülónjára felvésett dekrétum, amely egy meg nem nevezett uralkodó (talán Sziamon) uralkodásának 5., 6. és 8. évében készült, Neszubanebdzsed utóda, II. Pinedzsem főpapsága alatt. A felirat arról számol be, hogy egy bizonyos Henuttaui és lánya, Iszetemheb örökölték egy Neszubanebdzsed nevű férfi vagyonát; a benne szereplők címeit nem említi a szöveg, de valószínűleg a főpapi családról van szó.

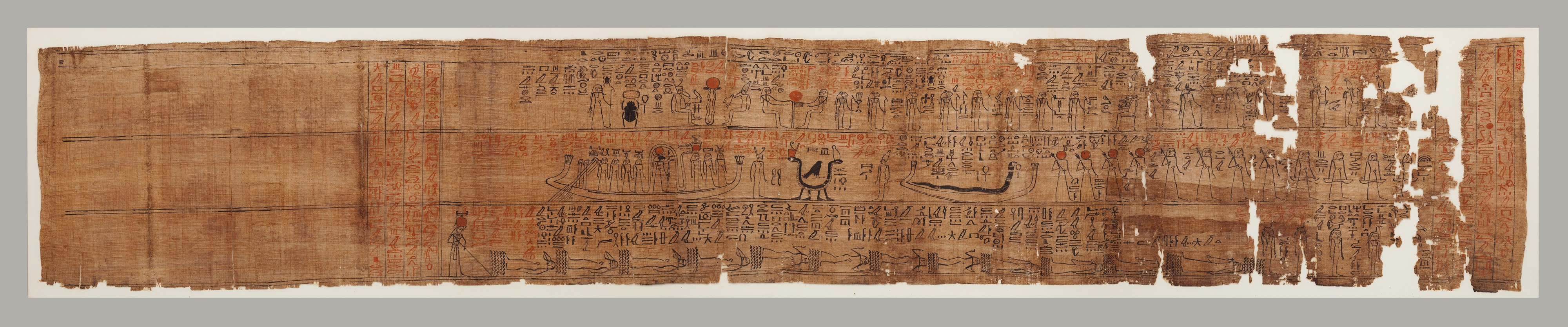
Henuttaui, Iszetemheb leányának Amduat-papirusza. Metropolitan

## Fordítás
- Ez a szócikk részben vagy egészben  a   Henuttawy C című angol Wikipédia-szócikk ezen változatának fordításán alapul.  Az eredeti cikk szerkesztőit annak laptörténete sorolja fel. Ez a jelzés csupán a megfogalmazás eredetét és a szerzői jogokat jelzi, nem szolgál a cikkben szereplő információk forrásmegjelöléseként.